# Campionati italiani di triathlon del 2015
I Campionati italiani di triathlon del 2015 (XXVII edizione) si sono tenuti a Farra d'Alpago in Veneto, in data 6 giugno 2015.
Tra gli uomini ha vinto Davide Uccellari ( Fiamme Azzurre), mentre la gara femminile è andata a Annamaria Mazzettii ( Fiamme Oro).

## Risultati

### Élite uomini
| Pos. | Atleta                      | Società sportiva       | Nuoto    | Bici     | Corsa    | Totale   |
| ---- | --------------------------- | ---------------------- | -------- | -------- | -------- | -------- |
|      | Davide Uccellari            | Fiamme Azzurre         | 00:22:04 | 01:04:21 | 00:31:17 | 01:58:27 |
|      | Massimo De Ponti            | Carabinieri            | 00:22:06 | 01:04:09 | 00:31:34 | 01:58:36 |
|      | Luca Facchinetti            | Triathlon Team Ravenna | 00:21:52 | 01:04:26 | 00:31:58 | 01:58:58 |
| 4    | Giulio Molinari             | Carabinieri            | 00:21:59 | 01:02:47 | 00:33:35 | 01:59:05 |
| 5    | Dario Chitti                | CUS Parma              | 00:21:56 | 01:04:18 | 00:32:16 | 01:59:15 |
| 6    | Alberto Casadei             | Fiamme Oro             | 00:22:08 | 01:02:34 | 00:33:49 | 01:59:21 |
| 7    | Lorenzo Ciuti               | Minerva Roma           | 00:22:04 | 01:04:09 | 00:33:04 | 02:00:06 |
| 8    | Marco Corrà                 | Minerva Roma           | 00:22:05 | 01:04:13 | 00:33:16 | 02:00:21 |
| 9    | Alberto Alessandroni        | Fiamme Oro             | 00:22:05 | 01:04:11 | 00:33:33 | 02:00:38 |
| 10   | Andrea De Ponti             | Friesian Team          | 00:21:56 | 01:04:23 | 00:33:49 | 02:00:50 |
| 11   | Giulio Pugliese             | Torrino Triathlon Team | 00:21:54 | 01:04:30 | 00:34:12 | 02:01:19 |
| 12   | Stefano Rigoni              | Padova Nuoto Fidia     | 00:21:57 | 01:04:20 | 00:34:22 | 02:01:25 |
| 13   | Daniel Hofer                | Carabinieri            | 00:22:46 | 01:05:31 | 00:32:44 | 02:01:48 |
| 14   | Valerio Patanè              | CUS Pro Patria Milano  | 00:22:30 | 01:05:39 | 00:33:29 | 02:02:31 |
| 15   | Elia Mozzachiodi            | PPRTeam                | 00:21:57 | 01:04:23 | 00:35:44 | 02:02:57 |
| 16   | Riccardo Mosso              | Virtus                 | 00:22:50 | 01:05:20 | 00:34:23 | 02:03:16 |
| 17   | Gianluca Pozzatti           | CUS Trento CTT         | 00:21:53 | 01:04:24 | 00:36:55 | 02:04:01 |
| 18   | Federico Gregorio Incardona | No Limits Friends      | 00:25:41 | 01:04:11 | 00:34:21 | 02:05:08 |
| 19   | Marcello Ugazio             | Azzurra Triathlon Team | 00:25:43 | 01:04:10 | 00:35:04 | 02:05:45 |
| 20   | Alessio Buraccioni          | Fiamme Oro             | 00:22:38 | 01:05:30 | 00:36:59 | 02:05:58 |

### Élite donne
| Pos. | Atleta              | Società sportiva             | Nuoto    | Bici     | Corsa    | Totale   |
| ---- | ------------------- | ---------------------------- | -------- | -------- | -------- | -------- |
|      | Annamaria Mazzetti  | Fiamme Oro                   | 00:24:13 | 01:11:26 | 00:35:22 | 02:11:46 |
|      | Sara Dossena        | 707 Triathlon Team           | 00:26:19 | 01:10:26 | 00:35:01 | 02:12:41 |
|      | Angelica Olmo       | Pianeta Acqua                | 00:24:10 | 01:11:21 | 00:38:11 | 02:14:30 |
| 4    | Giorgia Priarone    | T.D. Rimini                  | 00:26:18 | 01:10:29 | 00:37:12 | 02:14:51 |
| 5    | Sara Papais         | T.D. Rimini                  | 00:24:13 | 01:11:25 | 00:38:57 | 02:15:25 |
| 6    | Verena Steinhauser  | Triathlon Cremona Stradivari | 00:25:06 | 01:11:43 | 00:38:36 | 02:16:14 |
| 7    | Veronica Signorini  | Triathlon Cremona Stradivari | 00:24:08 | 01:11:29 | 00:43:03 | 02:19:31 |
| 8    | Federica Parodi     | Virtus                       | 00:25:26 | 01:11:25 | 00:43:44 | 02:21:22 |
| 9    | Ilaria Fioravanti   | Minerva Roma                 | 00:26:19 | 01:17:46 | 00:39:17 | 02:24:15 |
| 10   | Silvia Scarpetta    | Canottieri Napoli            | 00:31:34 | 01:17:02 | 00:42:07 | 02:31:53 |
| 11   | Francesca Ferlazzo  | Triathlon Team Spezia        | 00:25:25 | 01:23:16 | 00:44:24 | 02:34:05 |
| 12   | Silvia Tonti        | Minerva Roma                 | 00:25:50 | 01:24:25 | 00:44:13 | 02:35:25 |
| 13   | Teodolinda Camera   | Virtus                       | 00:30:57 | 01:18:03 | 00:48:32 | 02:38:22 |
| 14   | Roberta Siviero     | Canottieri Napoli            | 00:34:11 | 01:21:06 | 00:47:34 | 02:44:40 |
| 15   | Giulia Chizzali     | 33 trentini triathlon        | 00:28:03 | 01:28:23 | 00:47:29 | 02:45:39 |
| 16   | Giulia Ramponi      | Padova Nuoto Fidia           | 00:36:42 | 01:21:35 | 00:47:25 | 02:46:50 |
| 17   | Federica M. Saetta  | Canottieri Napoli            | 00:26:14 | 01:30:01 | 00:54:04 | 02:51:22 |
| 18   | Francesca Ravazzolo | Padova Nuoto Fidia           | 00:37:14 | 01:25:50 | 00:49:05 | 02:53:31 |
| 19   | Maria Mangiullo     | Nest                         | 00:37:34 | 01:34:21 | 00:46:47 | 02:59:42 |
| 20   | Irene Riviera       | Padova Nuoto Fidia           | 00:35:43 | 01:29:52 | 00:54:44 | 03:01:36 |